# حلاوة أوبة
حلاوة أُوبة هي حلوى فلبينية مصنوعة من اليام الأرجواني المسلوق والمهروس (يام أرجواني المعروف محليًا باسم أوبة) وهي الأساس في المعجنات والبوظة بطعم اليام مثل كعكة جبن أوبة. يمكن أيضًا دمجها في الحلويات الأخرى مثل هالو هالو.